# HD43508
HD43508 — хімічно пекулярна зоря спектрального класу F0, що має видиму зоряну величину в смузі V приблизно  8,9.
Вона  розташована на відстані близько 1109,4 світлових років від Сонця.